# Antoni Nasó
Antoni Nasó (en llatí Lucius Antonius Naso) va ser un militar que va viure al segle i.
Va ser tribú militar de la Guàrdia pretoriana l'any 69. És probablement el mateix personatge que el Luci Antoni Nasó que apareix a algunes monedes amb el càrrec de procurador de Bitínia, durant el regnat de Vespasià.
Antoni Nasó va ser acomiadat de la Guàrdia Pretoriana per l'emperador Galba, probablement per deslleialtat, però sembla que més endavant va recuperar el favor imperial després de la caiguda de Galba, i va poder reprendre la seva carrera militar. Va ser condecorat diverses vegades, potser durant la rebel·lió de Juli Víndex contra l'emperador Neró o bé durant la lluita contra la conspiració de Pisó l'any 65.